# Œil (typographie)
Pour les articles homonymes, voir Œil (homonymie).

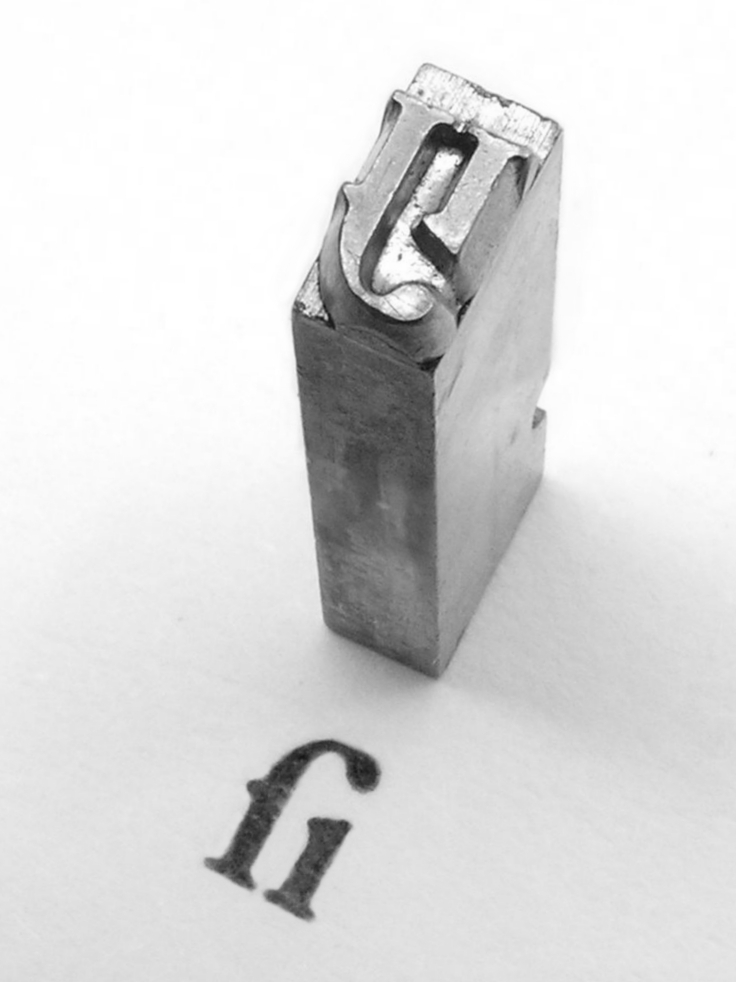
Caractère mobile en plomb et caractère imprimé. L’œil du caractère mobile est sa partie saillante, correspondant à son image imprimée.

L’œil (pluriel : œils) en imprimerie typographique — c’est-à-dire utilisant des blocs en relief (généralement en plomb) appelés caractères mobiles —, est la partie saillante d'un caractère mobile qui reçoit l’encre et laisse son empreinte sur le support à imprimer.

## Présentation

Représentation du corps, de l'œil, du jambage et de la hampe.

L'œil est la partie du caractère en relief qui est encrée et permet d'imprimer le glyphe sur du papier. Cette partie est nécessairement inversée par rapport au caractère imprimé afin que l'image soit à l'endroit . On parle de « gros œil » lorsque les parties montantes et descendantes sont courtes par rapport aux lettres qui n'en ont pas (comme le « e » ou le « s »). Dans le cas contraire, on parle de « petit œil ». Il s'agit de la force d'un œil. Un œil peut aussi être « poétique », lorsqu'il est utilisé pour l'impression des vers. Fournier établissait cette gradation : « […] les différentes nuances de grosseur qui les font distinguer, comme petit-œil, œil ordinaire, œil moyen, gros œil, œil hollandais, œil serré et œil poétique. »

## Hauteur d'œil
La hauteur d'œil représente la taille entre la ligne de base et le sommet de la lettre. La hauteur d'œil est généralement liée à la lisibilité du texte,, mais selon Jacques André, la lisibilité est subjective. Par exemple, les Américains et les Hollandais utilisent un œil plus gros que les Français. Elle ne doit pas être confondue avec la hauteur d'x qui représente la hauteur des caractères en bas de casse sans jambage ni hampe. Elle ne doit pas non plus être confondue avec la taille de police de caractères.